# Pseudoclodia mediomaculata
Pseudoclodia mediomaculata is een keversoort uit de familie van de boktorren (Cerambycidae). De wetenschappelijke naam van de soort werd voor het eerst geldig gepubliceerd in 1983 door Breuning & Villiers.